# ビラール・ペロサM1915
ビラール・ペロサM1915（Villar Perosa）は、1915年にイタリアで開発された小型機関銃である。制式名称はFIAT Mod. 1915。オフィチーネ・ビラール・ペロサ社（Officine Villar Perosa, OVP）により製造された。拳銃弾を用いる自動火器としては初期のもので、航空機関銃として設計されたものの、実際には地上戦用の軽機関銃として運用された。また、イタリアにおける短機関銃開発の発端となった。

## 概要
ビラール・ペロサM1915は、航空機への搭載を前提とした小型機関銃である。第一次世界大戦期のイタリアでは、レベリM1914機関銃やルイス軽機関銃などが航空機関銃として採用されていたが、M1915はこれらよりも軽量な機関銃として開発された。拳銃弾を使用することから短機関銃と呼ばれることもあるが、運用方法は従来の機関銃に近いものであった。
その後、威力不足などの問題が露呈したため、航空機関銃としてはほとんど使用されず、地上戦用の軽機関銃に転用された。

## 設計
イタリアにおける小型・軽量機関銃の開発は第一次世界大戦以前から進められていた。開戦に先立つ1914年4月8日にはイタリア軍の銃器技師アビエル・ベテル・レベリ・ディ・ボーモン少佐が、M1915の直接の原型となる「拳銃弾を使用する新型自動火器」に関する特許を取得している。この際、レベリが特許権をOVP社に与えたことから、この機関銃は「ビラール・ペロサ」と通称されるようになった。
その翌年の1915年には試作品が完成し、まもなくFIAT Mod. 1915の制式名称が与えられ生産されるようになった。
製造はOVP社に加え、トロントのカナダ・ゼネラル・エレクトリックでも行われた。
全体的に小さく銃本体を横に二丁並べその間にトリガーと2脚を装着させたような形状で、弾倉も25発入り箱型弾倉を上から垂直に装填する方式を採用している。
シンプル・ブローバック方式を採用していた。オープン・ボルトから撃発サイクルがスタートし、フルオート発射のみが可能であり、その最大射程は約800mで有効射程は約100mだった。
使用弾は9x19mmパラベラム弾と同程度の威力を備える強装の9x19mmグリセンティ弾で、通常の拳銃用9mm弾を使うと動作不良を起こす可能性がある。また、寸法が非常に近いため、9x19mmパラベラム弾をそのまま装填し、射撃することも可能である。また、カナダ・ゼネラル・エレクトリックで作成された英語版マニュアルでは、9x19mmパラベラム弾ともされている。
二脚や三脚、あるいは車両用・自転車用のものなど、各種のマウントが設計された。これらを取り付けるために小改良が加えられたモデルとしてM1916、M1917がある。

## 運用
元々は航空機関銃としての配備を想定して設計が行われていたが、航空技術の発展に伴う航空機強度の増加を受け、相対的な威力不足から航空機関銃には適さないと判断された。そのため、航空機や装甲車両、海軍船舶等への搭載はごく一部に留まり、大部分のM1915は支援用の軽機関銃に転用されることとなった。しかし、地上では航空機関銃としての特徴が問題となった。すなわち、地上運用に適した銃床やグリップなどを備えなかったこと、そして約3,000発/分（約1,500/分x2）というあまりにも高い発射速度の2点である。連装銃であるため、片側ずつ射撃を行えば銃身を過熱させることはなかったものの、25連発の箱型弾倉は1秒足らずで空になった。様々な運用法が模索されたものの、射程不足、装弾数不足、高すぎる発射速度といった点から歩兵支援用軽機関銃としての運用は失敗に終わった。一方、山岳歩兵（アルピーニ）においてはハーネス等で吊るし、突撃射撃（Marching fire）に用いるという運用方法が考案され、一定の成功を収めたという。こうしたM1915の運用方法の模索が、イタリアにおける本格的な短機関銃の研究の発端となったと言われている。
1918年には単装化した上で木製銃床を装着したものがOVP社で設計され、Villar Perosa Mod.1918として採用された。この銃もまた、単にOfficine Villar Perosaと通称された。ベレッタ社でもM1915を単装化して木製銃床と折畳式のスパイク型銃剣を装着した自動式カービン銃ベレッタM1918を発表している。M1915の大部分は解体の後にこれらへと改修された。

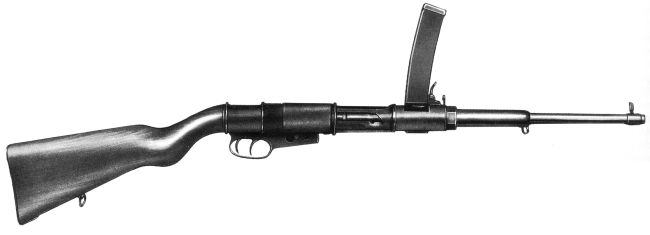
OVP M1918
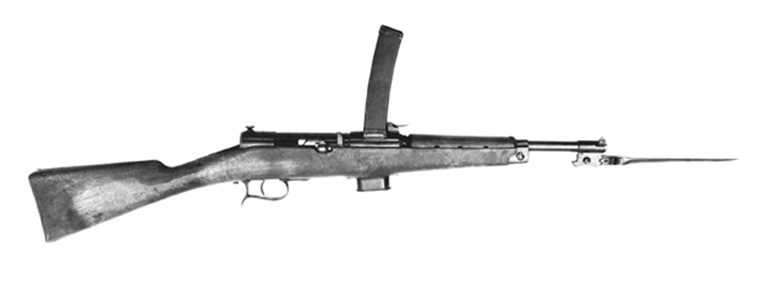
ベレッタ M1918